# اوتسبرگ
اوتسبرگ (به آلمانی: Otzberg) یک شهر در آلمان است که در دارمشتات-دیبورگ واقع شده‌است. اوتسبرگ ۶٬۴۱۹ نفر جمعیت دارد.